# El Robledo (Ciudad Real)
El Robledo este un oraș din Spania, situat în provincia Ciudad Real din comunitatea autonomă Castilia-La Mancha. Are o populație de peste 1.183 de locuitori (2007).